# 佐野泰雄
佐野 泰雄（さの やすお、1993年1月18日 - ）は、タイ王国バンコク出身の元プロ野球選手（投手）。左投左打。

## 経歴

### プロ入り前
タイ人の母のもと、タイ王国のバンコクで生まれ、2歳の時に埼玉県和光市に移り住んだ。
和光市立第三小学校に入学し、3年生の時に「和光リバーツインズ」で野球を始め、中学では「和光リトルシニア」でプレーした。中学では主に外野手をやっていたが、3年生の夏以降投手の練習を初め、埼玉県立和光高等学校入学後は投手になった。2年時の春季県大会のさいたま市立浦和高等学校戦で15奪三振を、第91回全国高等学校野球選手権埼玉大会の2回戦（和光はシード校だったため初戦）・埼玉県立小鹿野高等学校戦で18奪三振を記録した。チームは3回戦で栄北高等学校に敗れた。3年時の春季県大会の慶應義塾志木高等学校戦で17奪三振を記録、第92回全国高等学校野球選手権埼玉大会の2回戦（和光はシード校だったため初戦）では埼玉県立朝霞高等学校を相手に9奪三振・2失点で完投勝利を挙げた。チームは3回戦で所沢北に敗れた。
平成国際大学では1年時から登板機会を与えられ、4年生の春に関甲新学生リーグの最多勝利投手賞（7勝）とベストナイン賞を受賞、秋の上武大学戦では個人通算勝利数の新記録となる29勝目を挙げた（その後記録を30に伸ばしている）。秋のリーグは最終的に5勝3敗で、春に続き最多勝とベストナインを獲得した。大学通算では68試合457イニングを投げ30勝24敗。
2014年10月23日に行われたドラフト会議では、地元の球団である埼玉西武ライオンズから2位指名され、契約金7000万円、年俸1200万円（金額は推定）で仮契約を結んだ。背番号は34。チームメイトとなる牧田和久は大学の先輩にあたり、佐野のドラフト指名が決定した際には牧田が電話でエールを送った。

### 西武時代
2015年は、5月13日に一軍登録され、同日の対北海道日本ハムファイターズ戦でプロ初登板初先発。4回を投げ被安打4、奪三振4、与四球4、失点3（自責点2）で勝敗はつかなかった。
2016年は、6月3日の対阪神タイガース戦において6点リードの6回に3番手で登板し、3回を投げ無失点でプロ初勝利を挙げた。8月4日に婚姻届けを提出し、入籍した（相手は東京都出身の一般女性）。
2017年は、5月13日の対オリックス・バファローズ戦で先発登板し、5回を投げ1失点の成績でプロ初先発勝利を記録した。6月3日の対東京ヤクルトスワローズ戦において先発登板し、5回表の第3打席でプロ初安打（右前安打）を放った。17日の対中日ドラゴンズ戦に先発登板した際、初回に左膝の違和感を訴えて降板したが、その後左膝の外側半月板損傷と診断され、28日に同部の手術が成功したことが発表された。
2018年は、前年の左膝手術のリハビリもあり5月11日にシーズン初登板、初先発したが、7失点を喫し二軍降格となった。結局、5試合の登板に留まり、先発登板は1試合にとどまった。
2019年は、6月11日の対読売ジャイアンツ戦では先発予定だった今井達也が発熱を起こしたこともあり、急遽代役先発をして4回無失点と試合前の予定を超える好投をした。主に中継ぎとして起用され、ロングリリーフもこなすなど、自己最多の44試合に登板し防御率4.39だった。
2020年は、6月の開幕を二軍で迎えるも、7月末に一軍に昇格。8試合の登板で防御率1.35と好投するも、左肩広背筋の肉離れにより登録を抹消されると、再び一軍に昇格することができずにシーズンを終えた。オフには、500万円減の推定年俸1800万円で契約を更改した。
2021年は、自身初の開幕一軍入りを果たしたものの、5月6日に登録抹消。同19日の再登録後は濃厚接触者の疑いで自主隔離となった時期もありながら一軍に帯同していたが、7月4日に出場選手登録を抹消されると、以降は再び一軍に昇格することができずにシーズンを終えた。この年は23試合の登板で0勝0敗2ホールド、防御率4.91という成績であった。
2022年は、2試合の登板に終わり10月23日に戦力外通告を受け、同月29日、球団スコアラーに転身することが発表された。

## 選手としての特徴
ややスリークォーター気味の投球フォーム。最速149km/hの直球、カーブ、スライダー、カットボール、チェンジアップ、フォークなどの変化球を投げる。

## 詳細情報

### 年度別投手成績
| 年 度     | 球 団     | 登 板 | 先 発 | 完 投 | 完 封 | 無 四 球 | 勝 利 | 敗 戦 | セ 丨 ブ | ホ 丨 ル ド | 勝 率 | 打 者 | 投 球 回 | 被 安 打 | 被 本 塁 打 | 与 四 球 | 敬 遠 | 与 死 球 | 奪 三 振 | 暴 投 | ボ 丨 ク | 失 点 | 自 責 点 | 防 御 率 | W H I P |
| --------- | --------- | ----- | ----- | ----- | ----- | -------- | ----- | ----- | -------- | ----------- | ----- | ----- | -------- | -------- | ----------- | -------- | ----- | -------- | -------- | ----- | -------- | ----- | -------- | -------- | ------- |
| 2015      | 西武      | 2     | 1     | 0     | 0     | 0        | 0     | 0     | 0        | 0           | ----  | 26    | 5.0      | 6        | 1           | 5        | 0     | 0        | 4        | 0     | 0        | 4     | 3        | 5.40     | 2.20    |
| 2016      | 西武      | 15    | 2     | 0     | 0     | 0        | 1     | 1     | 0        | 0           | .500  | 116   | 27.1     | 22       | 2           | 15       | 0     | 1        | 11       | 1     | 0        | 14    | 10       | 3.29     | 1.35    |
| 2017      | 西武      | 6     | 6     | 0     | 0     | 0        | 3     | 1     | 0        | 0           | .750  | 110   | 23.2     | 29       | 1           | 11       | 0     | 3        | 12       | 2     | 0        | 14    | 12       | 4.56     | 1.69    |
| 2018      | 西武      | 5     | 1     | 0     | 0     | 0        | 0     | 1     | 0        | 0           | .000  | 47    | 9.2      | 15       | 3           | 5        | 0     | 2        | 3        | 0     | 0        | 9     | 9        | 8.38     | 2.07    |
| 2019      | 西武      | 44    | 2     | 0     | 0     | 0        | 2     | 2     | 0        | 2           | .500  | 297   | 67.2     | 68       | 4           | 32       | 2     | 4        | 39       | 1     | 0        | 34    | 33       | 4.39     | 1.48    |
| 2020      | 西武      | 8     | 0     | 0     | 0     | 0        | 0     | 0     | 0        | 0           | ----  | 30    | 6.2      | 9        | 1           | 2        | 0     | 0        | 1        | 1     | 0        | 1     | 1        | 1.35     | 1.65    |
| 2021      | 西武      | 23    | 0     | 0     | 0     | 0        | 0     | 0     | 0        | 2           | ----  | 84    | 18.1     | 22       | 1           | 8        | 1     | 2        | 7        | 1     | 0        | 10    | 10       | 4.91     | 1.64    |
| 2022      | 西武      | 2     | 0     | 0     | 0     | 0        | 0     | 0     | 0        | 0           | ----  | 9     | 2.0      | 0        | 0           | 2        | 0     | 1        | 0        | 0     | 0        | 0     | 0        | 0.00     | 1.00    |
| 通算：8年 | 通算：8年 | 105   | 12    | 0     | 0     | 0        | 6     | 5     | 0        | 4           | .545  | 719   | 160.1    | 171      | 13          | 80       | 3     | 13       | 77       | 6     | 0        | 86    | 78       | 4.38     | 1.57    |

- 2022年度シーズン終了時

### 年度別守備成績
| 年 度 | 球 団 | 投手  | 投手  | 投手  | 投手  | 投手  | 投手     |
| 年 度 | 球 団 | 試 合 | 刺 殺 | 補 殺 | 失 策 | 併 殺 | 守 備 率 |
| ----- | ----- | ----- | ----- | ----- | ----- | ----- | -------- |
| 2015  | 西武  | 2     | 0     | 3     | 0     | 0     | 1.000    |
| 2016  | 西武  | 15    | 1     | 2     | 0     | 0     | 1.000    |
| 2017  | 西武  | 6     | 1     | 4     | 0     | 0     | 1.000    |
| 2018  | 西武  | 5     | 1     | 1     | 0     | 0     | 1.000    |
| 2019  | 西武  | 44    | 5     | 15    | 1     | 0     | .952     |
| 2020  | 西武  | 8     | 0     | 1     | 0     | 1     | 1.000    |
| 2021  | 西武  | 23    | 3     | 5     | 0     | 0     | 1.000    |
| 2022  | 西武  | 2     | 0     | 0     | 0     | 0     | ----     |
| 通算  | 通算  | 105   | 11    | 31    | 1     | 1     | .977     |

- 2022年度シーズン終了時

### 記録
初記録
投手記録
- 初登板・初先発：2015年5月13日、対北海道日本ハムファイターズ6回戦（札幌ドーム）、4回4被安打3失点（自責点2）
- 初奪三振：同上、2回裏に中田翔から空振り三振
- 初勝利：2016年6月3日、対阪神タイガース1回戦（阪神甲子園球場）、6回裏に3番手で救援登板、3回無失点
- 初先発勝利：2017年5月13日、対オリックス・バファローズ7回戦（京セラドーム大阪）、5回1失点
- 初ホールド：2019年5月25日、対北海道日本ハムファイターズ11回戦（メットライフドーム）、4回表2死に2番手で救援登板、2回1/3無失点

打撃記録
- 初打席：2016年6月3日、対阪神タイガース1回戦（阪神甲子園球場）、7回表に島本浩也から遊撃ゴロ
- 初安打：2017年6月3日、対東京ヤクルトスワローズ2回戦（明治神宮野球場）、5回表にプレストン・ギルメットから右前安打

### 背番号
- 34（2015年 - 2022年）

### 登場曲
- 「バカサバイバー」ウルフルズ（2016年 - ）